# Lanzendorfer Moor
Lanzendorfer Moor este o arie protejată (sit de importanță comunitară — SCI) din Austria întinsă pe o suprafață de 4,23 ha, integral pe uscat.

## Localizare
Centrul sitului Lanzendorfer Moor este situat la coordonatele 46°39′19″N 14°27′19″E / 46.6552°N 14.4554°E.

## Înființare
Situl Lanzendorfer Moor a fost declarat sit de importanță comunitară în decembrie 2015 pentru a proteja 1 specie de plante și 3 specii de animale.

## Biodiversitate
Situată în ecoregiunea alpină, aria protejată conține 1 habitat natural: Mlaștini calcaroase cu Cladium mariscus și specii de Caricion davallianae.
La baza desemnării sitului se află mai multe specii protejate:
- plante (1): moșișoare (Liparis loeselii)
- amfibieni (2): izvoraș-cu-burta-galbenă (Bombina variegata), Triturus carnifex
- nevertebrate (1): Vertigo moulinsiana

Pe lângă speciile protejate, pe teritoriul sitului au mai fost identificate 3 specii de amfibieni.